# Jordan Bachynski
Jordan Bachynski (Calgary, 6 settembre 1989) è un ex cestista canadese con cittadinanza polacca.

## Statistiche

### College
| Anno      | Squadra        | PG  | PT | MP   | TC%  | 3P% | TL%  | RP  | AP  | PRP | SP  | PP   |
| --------- | -------------- | --- | -- | ---- | ---- | --- | ---- | --- | --- | --- | --- | ---- |
| 2010-2011 | ASU Sun Devils | 24  | 0  | 10,0 | 49,0 | -   | 50,0 | 2,3 | 0,3 | 0,0 | 0,8 | 2,8  |
| 2011-2012 | ASU Sun Devils | 30  | 13 | 17,4 | 57,8 | -   | 54,6 | 4,0 | 0,2 | 0,2 | 1,4 | 6,0  |
| 2012-2013 | ASU Sun Devils | 35  | 33 | 25,4 | 58,3 | -   | 59,7 | 5,9 | 0,1 | 0,2 | 3,4 | 9,8  |
| 2013-2014 | ASU Sun Devils | 33  | 33 | 30,9 | 54,5 | -   | 69,3 | 8,2 | 0,5 | 0,4 | 4,0 | 11,5 |
| Carriera  | Carriera       | 122 | 79 | 21,9 | 56,0 | -   | 61,3 | 5,4 | 0,3 | 0,2 | 2,6 | 7,9  |

### G League

#### Regular Season
| Anno      | Squadra        | PG | PT | MP   | TC%  | 3P% | TL%  | RP  | AP  | PRP | SP  | PP   |
| --------- | -------------- | -- | -- | ---- | ---- | --- | ---- | --- | --- | --- | --- | ---- |
| 2014-2015 | Westch. Knicks | 18 | 9  | 19,0 | 50,0 | -   | 53,1 | 5,3 | 0,2 | 0,3 | 2,2 | 6,6  |
| 2015-2016 | Westch. Knicks | 49 | 49 | 27,3 | 57,9 | 0,0 | 68,2 | 7,0 | 0,9 | 0,4 | 2,3 | 13,1 |
| Carriera  | Carriera       | 67 | 58 | 25,1 | 56,4 | 0,0 | 66,1 | 6,6 | 0,7 | 0,4 | 2,3 | 11,4 |

#### Playoffs
| Anno     | Squadra        | PG | PT | MP   | TC%  | 3P% | TL%  | RP  | AP  | PRP | SP  | PP   |
| -------- | -------------- | -- | -- | ---- | ---- | --- | ---- | --- | --- | --- | --- | ---- |
| 2016     | Westch. Knicks | 2  | 2  | 31,5 | 58,8 | -   | 75,0 | 7,0 | 0,5 | 0,0 | 1,5 | 13,0 |
| Carriera | Carriera       | 2  | 2  | 31,5 | 58,8 | -   | 75,0 | 7,0 | 0,5 | 0,0 | 1,5 | 13,0 |

## Palmarès
- All-NBDL Third Team (2016)
- All-NBDL All-Defensive First Team (2016)